# Picoli
Picoli, właśc. Edemar Antônio Picoli (ur. 28 kwietnia 1972 w Caibi) – brazylijski piłkarz, grający na pozycji obrońcy lub defensywnego pomocnika, trener piłkarski.

## Kariera piłkarska

### Kariera klubowa
W 1993 rozpoczął karierę piłkarską w Palmeirense. Potem występował w klubach 15 de Novembro, Guarani-VA, EC Juventude, América-RN, Coritiba, Guangdong Hongyuan, CSA, South China i Eastern, gdzie zakończył karierę w 2008 roku.

## Kariera trenerska
Karierę szkoleniowca rozpoczął w 2010 roku jako asystent trenera EC Juventude. Od 2011 trenował samodzielnie Juventude, a potem kluby Caxias i Ferroviária. 20 lipca 2014 powrócił do kierowania Juventude.

## Sukcesy i odznaczenia

### Sukcesy piłkarskie
Juventude
- zdobywca Copa do Brasil: 1999

### Sukcesy trenerskie
Juventude
- zdobywca Copa FGF: 2011